# Четвърти артилерийски полк (2008)
 Тази статия е за четвърти артилерийски полк, създаден през 2008 г..  За четвърти артилерийски, създаден през 1886 г., вижте Четвърти артилерийски полк.  
Четвърти артилерийски полк е военно формирование на българската армия.

## История
Създаден е на 1 юни 2008 г., когато Четвърта артилерийска бригада е преобразувана в Четвърти артилерийски полк. За командир на полка е назначен полковник Валери Точилов.
Частите на полка участват в мисията „Алтеа“ на ЕС в Босна и Херцеговина. Участват също и в много учения на българската армия на полигона „Корен“.

## Командири
- Полковник Валери Точилов (1 юни 2008 – 24 ноември 2011)
- Подполковник Красимир Ташев (24 ноември 2011 – 14 декември 2011), временно изпълняващ длъжността
- Полковник Димитър Илиев (14 декември 2011 – 29 юни 2014)
- Полковник Лъчезар Мишев (28 юли 2014 – 17 април 2021)
- Полковник Красимир Ташев (от 14 юли 2021 г.)